# William Shaner
William Shaner, né le 25 avril 2001 à Colorado Springs, est un tireur sportif américain, sacré champion olympique de la carabine à 10 mètres air comprimé lors des Jeux olympiques d'été de 2020.

## Carrière
Will Shaner est médaillé de bronze à la carabine à 50 mètres position couché aux championnats du monde de tir de 2018.
Le 25 juillet 2021, il est sacré champion olympique du tir à la carabine à 10 mètres air comprimé devant les Chinois Sheng Lihao et Yang Haoran.